# 17e cérémonie des Lumières
 (décembre 2021).
La 17e cérémonie des Lumières de la presse internationale, organisée par l'Académie des Lumières, s'est déroulée le 13 janvier 2012 à l’auditorium de l'hôtel de ville de Paris et était présidée par la comédienne Catherine Jacob.

## Palmarès

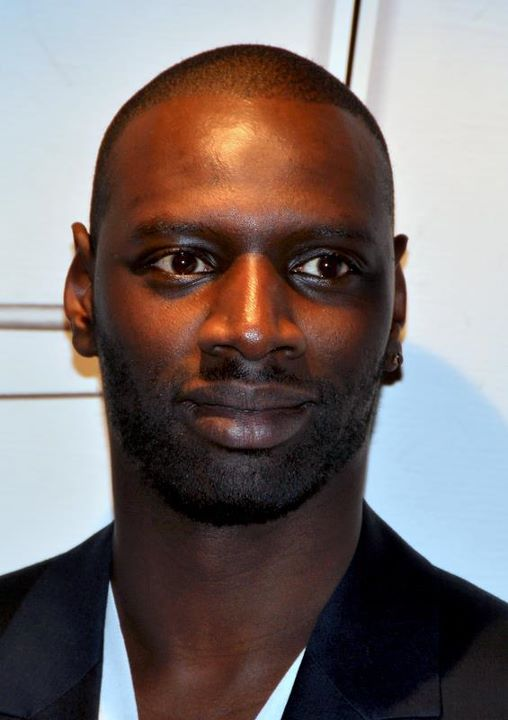
Omar Sy est couronné meilleur acteur.

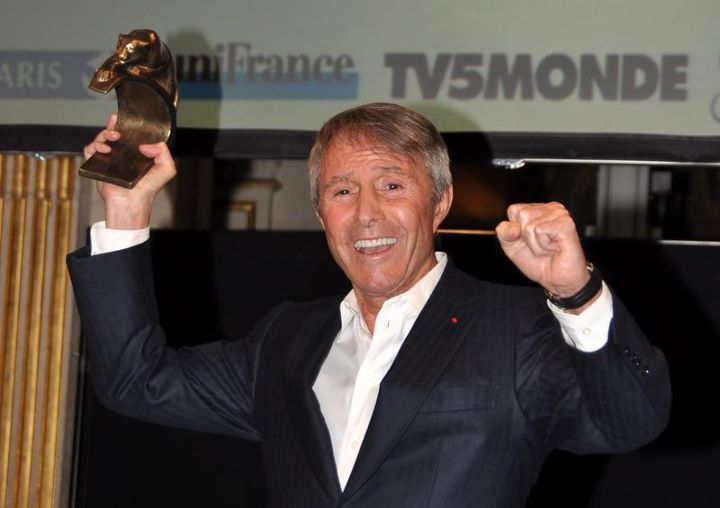
Francis Veber reçoit un prix Lumières d'honneur.

### Meilleur film
- The Artist de Michel Hazanavicius
  - L'Apollonide : Souvenirs de la maison close de Bertrand Bonello
  - L'Exercice de l'État de Pierre Schoeller
  - Le Havre de Aki Kaurismäki
  - Intouchables de Éric Toledano et Olivier Nakache

### Meilleure mise en scène
- Maïwenn pour Polisse
  - Bertrand Bonello pour L'Apollonide : Souvenirs de la maison close
  - Michel Hazanavicius pour The Artist
  - Aki Kaurismäki pour Le Havre
  - Pierre Schoeller pour L'Exercice de l'État

### Meilleur acteur
- Omar Sy dans Intouchables
  - Jean Dujardin dans The Artist
  - Olivier Gourmet dans L'Exercice de l'État
  - JoeyStarr dans Polisse
  - André Wilms dans Le Havre

### Meilleure actrice
- Bérénice Bejo dans The Artist
  - Catherine Deneuve dans Les Bien-aimés
  - Chiara Mastroianni dans Les Bien-aimés
  - Valérie Donzelli dans La guerre est déclarée
  - Marina Foïs dans Polisse
  - Karin Viard dans Polisse
  - Clotilde Hesme dans Angèle et Tony

### Révélation masculine
- Denis Ménochet dans Les Adoptés
  - Grégory Gadebois dans Angèle et Tony
  - Guillaume Gouix dans Jimmy Rivière
  - Raphaël Ferret dans Présumé coupable
  - Mahmoud Shalaby dans Les Hommes libres

### Révélation féminine
- Alice Barnole, Adèle Haenel et Céline Sallette pour L'Apollonide : Souvenirs de la maison close
  - Zoé Héran dans Tomboy
  - Anamaria Valtoromei dans My Little Princess

### Meilleur film francophone
- Incendies de Denis Villeneuve (Canada)
  - Curling de Denis Côté (Canada)
  - Et maintenant on va où? de Nadine Labaki (Liban)
  - Le Gamin au vélo des Frères Dardenne (Belgique)
  - Les Géants de Bouli Lanners (Belgique)

### Meilleur scénario
- Jean-Louis Milesi et Robert Guédiguian pour Les Neiges du Kilimandjaro
  - Bertrand Bonello pour L’Apollonide - Souvenirs de la maison close
  - Michel Hazanavicius pour The Artist
  - Maïwenn et Emmanuelle Bercot, pour Polisse
  - Pierre Schoeller pour L'Exercice de l'état

### Meilleure image
- Pierre Aïm pour Polisse

### Lumière d'honneur
- Francis Veber pour l'ensemble de son œuvre